# 錦繡區 (溫哥華)
錦繡區（英語：Fairview）是加拿大卑詩省溫哥華西部的一個社區。該社區北起福溪，南至16街，西起布勒街，東至甘比街。
一些市政辦事處位於錦繡區的東部邊緣區域，與溫哥華大會堂隔甘比街相望。

## 人口數據
截至2016年，錦繡區擁有33,620名僱員。9.6%的人口年齡在20歲以下，40.0%在20至39歲之間，32.8%在40至64歲之間，17.5%為65歲或以上。70.9%的錦繡區居民以英語為第一語言，7.7%的居民使用中文（任何漢語分支）。家庭入息中位數為69,337加元，14.7%的人口生活在低收入家庭。失業率為4.6%。